# تومي كرايغ
تومي كرايغ (بالإنجليزية: Tommy Craig)‏ (21 نوفمبر 1950 بغلاسكو في المملكة المتحدة - ) هو مدرب كرة قدم ولاعب كرة قدم بريطاني في مركز الوسط. شارك مع منتخب اسكتلندا لكرة القدم. أما مع النوادي، فقد لعب مع أستون فيلا وسوانزي سيتي وشيفيلد وينزداي ونادي أبردين ونادي كارلايل يونايتد ونادي هيبرنيان ونيوكاسل يونايتد.

## وصلات خارجية
- تومي كرايغ على موقع الاتحاد الإسكتلندي (الإنجليزية)
- تومي كرايغ على موقع قاعدة بيانات كرة القدم.إي يو (الإنجليزية)
- تومي كرايغ على موقع ناشيونال فوتبول تيمز (الإنجليزية)
- تومي كرايغ على موقع عالم كرة القدم.نت (الإنجليزية)